# Trennungsgeldverordnung
Die Trennungsgeldverordnung (TGV) der Bundesrepublik Deutschland ist eine Rechtsverordnung, die die Zahlung von Trennungsgeld für Beschäftigte des Bundes regelt.

## Inhalt
Berechtigt sind Bundesbeamte, Richter im Bundesdienst, Berufssoldaten und Soldaten auf Zeit (§ 1 Abs. 1 TGV). Gemäß § 44 TVöD Bund sind auch Tarifbeschäftigte des Bundes trennungsgeldberechtigt.
Die Anlässe sind in § 1 Abs. 2 TGV geregelt, z. B. Versetzung aus dienstlichen Gründen, Verlegung der Beschäftigungsbehörde, Abordnung oder Kommandierung (auch im Rahmen der Aus- und Fortbildung), Zuweisung und Einstellungen in den Bundesdienst. Allerdings muss der neue Dienstort sowohl in einer anderen politischen Gemeinde liegen als der alte Dienstort wie auch der Wohnung und der neue Dienstort darf auf einer üblicherweise befahrbaren Strecke nicht weniger als 30 Kilometer von der Wohnung entfernt sein.
Trennungsgeld steht zu gemäß § 2 TGV nach Zusage der Umzugskostenvergütung, bei auswärtigem Verbleiben (§ 3 TGV) und bei täglicher Rückkehr zum Wohnort (§ 6 TGV). Für Heimfahrten werden Reisebeihilfen nach § 5 TGV gewährt.

## Ähnliche Vorschriften
Auslandstrennungsgeld nach der Auslandstrennungsgeldverordnung (ATGV) steht zu bei Versetzungen, versetzungsgleichen Maßnahmen und Abordnungen vom Inland in das Ausland, im Ausland und vom Ausland in das Inland sowie bei Einstellungen im Ausland.
Die Länder haben für ihre Beschäftigten eigene Trennungsgeldverordnungen erlassen.

## Geschichte
Eine Trennungsgeldverordnung bestand mindestens seit dem 12. August 1965 mit Inkrafttreten zum 1. September 1965. (BGBl. 1965 I S. 808)